# Vandbregne-ordenen
Vandbregne-ordenen (Hydropteridales) el. (Salviniales) er en orden af vandlevende Bregner. Af udseende er de markant forskellige fra de fleste andre (landlevende) bregner, og de adskiller sig desuden ved at være heterospore, dvs. de har 2 forskellige typer sporer (megasporer og mikrosporer), der udvikler sig til hhv. hun- og han-gametofytter. Gametofytterne er dermed endospore, dvs. de gennemgår hele deres udvikling indenfor sporevæggen. Kombinationen af heterospori og endospori er "frølignende", og vandbregner minder dermed mere om Frøplanter end andre bregner.
| Familier |

- Pilledrager-familien (Marsileaceae)
- Azollaceae
- Salviniaceae

Opdelingen følger ITIS.
Pilledrager-familien var tidligere placeret i en separat orden, Pilledrager-ordenen (Marsileales).
| Portal | Portal:Botanik |

- Wikimedia Commons har flere filer relateret til Vandbregne-ordenen

| Botanik | Spire Denne botanikartikel er en spire som bør udbygges. Du er velkommen til at hjælpe Wikipedia ved at udvide den. |